# Wilhelm Legrand

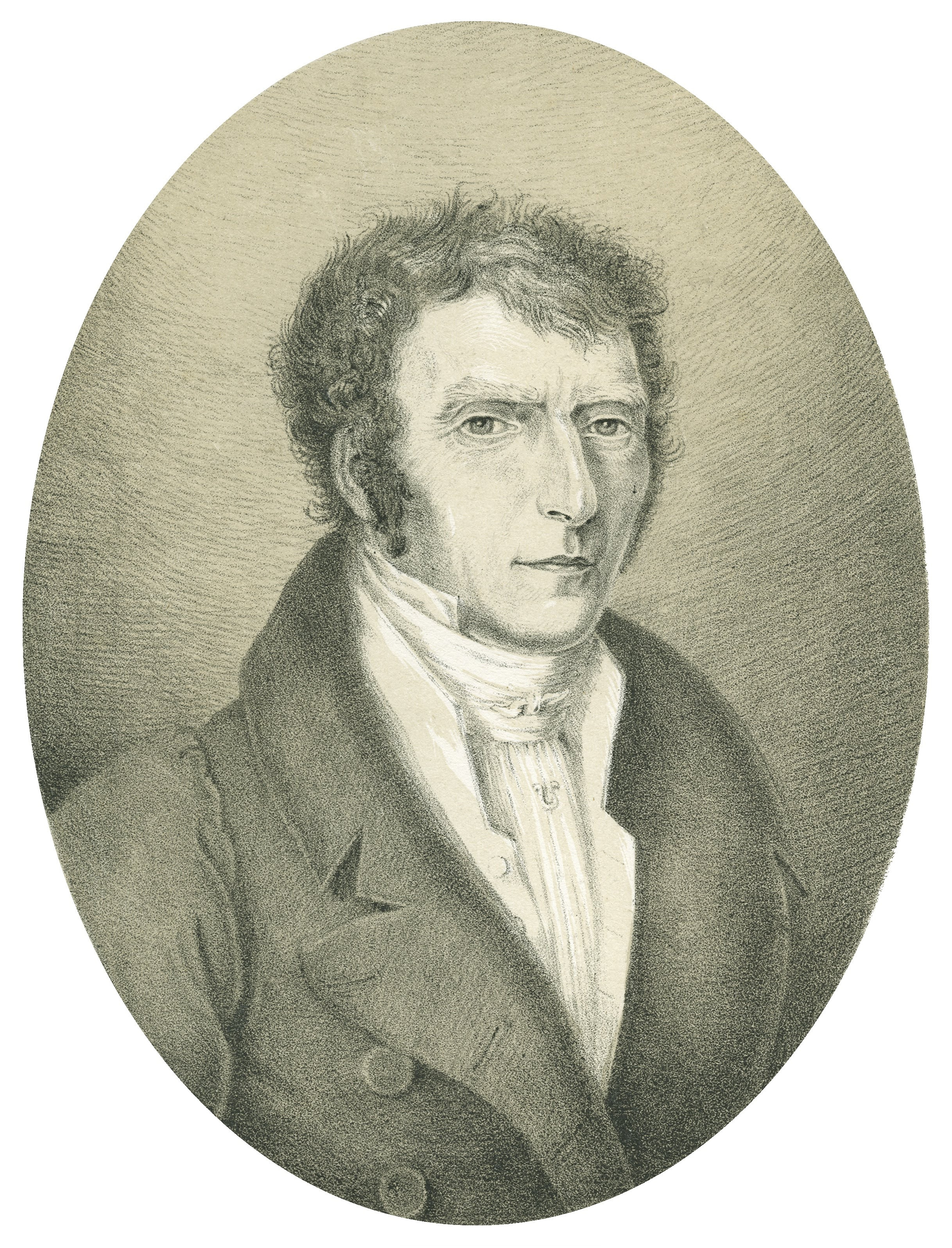
Wilhelm Legrand

Wilhelm Legrand (* 5. März 1769 in Zweibrücken; † 31. Juli 1845 in München) war Musiker, Komponist und Organisator der Militärmusik im Königreich Bayern.

## Leben und Wirken
Nach dem frühen Tod seiner Eltern, kam er 1782 nach München zu seinem Onkel Claudius Legrand, Ballettmeister am kurfürstlichen Hof. Seine Verwandten, die Brüder Joseph Tausch und Franz Tausch, Klarinettisten bzw. Cellisten im Hoforchester, brachten ihn ebenfalls dort unter und bildeten ihn zum Musiker aus. Neben der Violine erlernte Wilhelm Legrand vor allem das Spiel der Oboe, die damals immer noch das führende Blasinstrument im Orchester und vor allem in der „Harmoniemusik“ war. Als Oboist erhielt Wilhelm Legrand 1789 eine Anstellung im Hoforchester. Gleichzeitig nahm er das Studium der Kompositionslehre und der Musiktheorie bei Joseph Graetz (1760–1826) auf. Autodidaktisch erlernte Legrand alle Blasinstrumente der „Harmoniemusik“ (ein Bläserensemble, das mit zwei Oboen und/oder zwei Flöten, zwei bis vier Klarinetten, zwei Fagotten und zwei Waldhörnern besetzt ist) und schon bald begann er dafür Stücke zu komponieren. Es entstanden nach und nach 501 Kompositionen, welche er später bei Konzerten im Münchener Odeon einem großen Publikum zu Gehör brachte. Die Noten sind im Bestand der Bayerischen Staatsbibliothek als „Pieces d´Harmonie“ (Mus. Mss. 2316) zu finden.
Im Jahre 1789 führte Kurfürst Carl Theodor (1777–1799) eine Reform des bayerischen Heeres durch. Er befahl u. a., dass jedes Infanterieregiment eine „Musikbande“ von zehn Musikern und jedes Kavallerieregiment eine Musik von fünf Musikern haben sollte. Dirigent der „Musikbanden“ bei der Infanterie sollten die Regimentstambouren sein, bei den Kavallerieregimentern die Stabstrompeter.
Der Kurfürst berief seinen Hofmusikus Wilhelm Legrand 1795 zum Musiklehrer an der bayerischen Militärakademie mit dem Auftrag, den Offizieranwärtern Musikunterricht im Allgemeinen und Instrumentalunterricht im Besonderen zu erteilen, vor allem aber „dieselben in den Gebrauch der Militairmusik in Krieg und Frieden“ einzuführen. Dieser Aufgabe widmete sich Wilhelm Legrand dann bis zu seiner Pensionierung 1843 mit großer Hingabe.
Im Jahre 1797 ernannte ihn der Kurfürst zum „Musikdirektor der Musikchöre zu München“.
Damit war der Auftrag verbunden, die Ausbildung aller Militärmusiker und der Dirigenten der Musikkorps der in München stationierten fünf Regimenter zu überwachen. Spielten die Musikkorps vereint zur „Serenade“ im Hofgarten oder beim Standkonzert im Englischen Garten, dann hatte Wilhelm Legrand die Gesamtleitung und Organisation. Da es damals keine gedruckte Literatur für Armeeorchester- und Volksmusik gab, sah sich Wilhelm Legrand veranlasst, Märsche und andere Stücke für den Gebrauch bei militärischen Festen und Feiern zu arrangieren oder selbst zu komponieren. Er komponierte nicht nur Märsche, sondern vor allem Tänze. Der beliebteste Tanz war damals die Allemande. In den Jahren 1804 bis 1812 komponierte Wilhelm Legrand pro Jahr ein Dutzend solcher „Deutschen Tänze“ für die Münchener Redoute. Als Klavierbearbeitung wurden die „Redouten-Tänze“ zum Verkaufsschlager für die Verleger und sind ebenfalls in der Bayerischen Staatsbibliothek archiviert.
Der neue Herrscher Kurfürst bzw. König Maximilian Joseph befahl, für die 12 Infanterieregimenter seiner Armee Musikkapellen aufzubauen und beauftragte Wilhelm Legrand mit der Ausbildung der Musiker. Auf seinen Vorschlag hin erhielten die Militärkapellen eine Besetzung von 12 Musikern (eine Flöte, eine Klarinette in Es, vier Klarinetten in B, zwei Fagotte, zwei Waldhörner in Es, eine Trompete in Es, eine Posaune), dazu „türkische Musik“ (also Rührtrommel, Große Trommel, Becken und Schellenbaum) geführt von einem Musikmeister, der mit der Es-Klarinette die erste Stimme spielte. Diesen Vorschlag nahm der König in seinen Befehl vom 29. April 1811 auf. Wilhelm Legrand regte dann u. a. die Musikinstrumentenmacher in Bayern an, Ventilsysteme für die Blechblasinstrumente zu entwickeln.
Unter König Ludwig I. (1825–1848) wurde der Vorschlag von Wilhelm Legrand, Trompeten und Hörner mit Ventilen bei den bayerischen Militärkapellen einzuführen, umgesetzt. Inzwischen hatte der Generalstab der Bayerischen Armee die Vorschriften für den „Unterricht in den Waffenübungen der Kgl. Bayer. Infanterie“ erlassen, in deren Anhang sich die Partituren von Märschen befinden, die bei Paraden und Übungen von den Musikkorps gespielt werden sollten, Wilhelm Legrand der Komponist dieser Stücke.
Unter diesen Märschen befindet sich auch der bayerische "Zapfenstreich-Marsch", der die frühere "Retrait" ersetzen sollte. Der bayerische Zapfenstreich war ein Zeremoniell in der Bewegung. Er wurde am Vorabend eines bayerischen Nationalfeiertages (wie z. B. des Königs Geburtstag) aufgeführt. Er hat sich aus dem täglich stattfindenden Zeremoniell entwickelt. Zu festgesetzter Stunde machte der Offizier vom Dienst begleitet von Soldaten unter Gewehr und Signalisten (Pfeifern und Trommler bei der Infanterie bzw. Trompetern bei der Artillerie und Kavallerie) seine Runde durch die Garnisonstadt, um die Soldaten zur Heimkehr in die Kaserne aufzufordern. Beim ersten Rundgang erklang das Signal "Werbung" (ein Marsch), beim zweiten Rundgang die "Vergatterung" (ein Marsch), beim dritten der Rückzugsmarsch "Retrait". Danach kehrte die Abteilung in die Kaserne zurück, die Tore wurden geschlossen. Es erklang das Signal "Betstund", danach ein Choral, schließlich das Signal "Licht aus". Das von Wilhelm Legrand für die Garnison München vorgeschlagene Zeremoniell entstand nach dem Grundsatz "der Truppe, unserem König, unserem Herrgott" und hatte folgende Musikstücke: den "Zapfenstreich-Marsch" der Infanterie, die "Retrait" der Kavallerie und der Artillerie, die "Königshymne" mit vorherigem Ankündigungssignal, das Signal "Betstund" das "Bayerische Militärgebet" und ein Schlusssignal, ähnlich der "Retrait".
Welchen Aufschwung die Militärmusik in Bayern bereits genommen hatte, vermitteln die Berichte der Regimenter der Bayerischen Armee von 1824. Danach verfügten viele Regimenter über bis zu 50 Musiker und hatten bis zu drei verschiedene Besetzungen, wobei es sich bei den Militärmusikern meistens um vorgebildete Freiwillige handelte, die zeitweilig vom Waffendienst freigestellt wurden, was der Vorschrift widersprach. Die neue Vorschrift von 1826 setzte dann die Zahl der Militärmusiker bei der Infanterie auf 18 fest zuzüglich der „türkischen Musik“ und eines Dirigenten.
Große Verdienste erwarb sich Wilhelm Legrand auch als Musiklehrer des Kgl. Bayer. Kadettenkorps (1809–1843). Als solcher erhielt er mit Armee-Befehl vom 25. Dezember 1841 die goldene Ehrenmünze des Verdienstordens der Bayerischen Krone.
Von seinen zahlreichen Militärmarschkompositionen sind heute noch der „Parademarsch der Kgl. Bayer. Grenadier-Garde“ (1814), der „Bayerische Präsentiermarsch“ (1822) sowie der „Bayerische Zapfenstreich“ (1822) bekannt und werden von den Musikkorps der Bundeswehr gespielt.
Die Geschichte der bayerischen Blasmusik ist in ihren Anfängen mit der Entwicklung der Militärmusik untrennbar verbunden, ja identisch. Mit der Militärmusik entstand das heute so geschätzte Blasorchester. Durch sein Wirken hat Wilhelm Legrand einen entscheidenden Anteil daran.
Sein jüngerer Bruder Christian Legrand (1775–1793) war ein begabter Pianist.